# Phillipiamra
Phillipiamra es un género de la familia Montiaceae. Es originario de Norteamérica.

## Taxonomía
Phemeranthus fue descrito por Carl Ernst Otto Kuntze y publicado en Revisio Generum Plantarum 1: 58. 1891.

## Especies
- Philippiamra amarantodes Kuntze
- Philippiamra corrigiolodes Kuntze